# Управление на времето в проекта
Времето е един от трите основни параметъра на един проект. Характерно за проектите е, че те имат ясно дефинирани във времето начало и край. Затова и планирането и управлението на времето в проекта са едни от основните занимания на ръководителя на проекти.